# Теономія
Теономія від теос (бог) і номос (закон) — це гіпотетична християнська форма правління, в якій суспільство керується божественним законом. Теономісти вважають, що сучасне суспільство має дотримуватися божественного закону, включно із судовими законами Старого Завіту.
Точне визначення теономії – це презумпція того, що судові закони Заповіту з Мойсеєм, дані Ізраїлю, не були скасовані, і тому всі цивільні уряди морально зобов'язані забезпечувати їхнє дотримання (включаючи конкретні покарання). Теономія вважає, що всі цивільні уряди повинні утримуватися від примусу, якщо Писання не вказує на їхнє втручання («регулюючий принцип держави»).   
Теономія відрізняється від «теономічної етики», яку запропонував Пауль Тілліх.

## Походження
Тома Аквінський вважав, що «якби володар наказав дотримуватися цих судових розпоряджень у своєму королівстві, він не згрішив би». Деякі помилково називають це «загальною теономією справедливості» , але насправді вона відрізняється від теономії, оскільки Аквінат вважав, що особливості старозавітних судових законів більше не мають обов'язкової сили. Натомість він вчив, що судові розпорядження містять різні ступені універсальних принципів справедливості, що відображають природне право. 
У християнському реконструкціонізмі теономія є ідеєю про те, що Бог забезпечує основу як особистої, так і суспільної етики в Біблії. Теономічна етика стверджує, що Біблія була дана як непорушний стандарт для будь-якого людського правління (індивідуального, сімейного, церковного та громадянського) і що біблійний закон має бути включений до християнської теорії біблійної етики.
Простіше кажучи, теономічна етика є відданістю необхідності, достатності та єдності Святого Письма. Для адекватної і справді християнської етики нам потрібне слово Боже, і цього достатньо. Майже кожен критик теономічної етики тією чи іншою мірою заперечує одну чи кілька цих передумов.— Теономічна антитеза іншим правовідносинам 
Деякі критики розглядають теономію як важливу форму теології домініону, що вони визначають як тип теократії. Теономія стверджує, що біблійний закон застосовний до цивільного права, а теономісти пропонують біблійний закон як стандарт, за яким можна вимірювати закони народів і якому вони мають відповідати.

## Цілі
Різні автори-теономісти пропонували такі цілі як «всесвітній розвиток біблійних теократичних республік», заборону нехристиянам голосувати на виборах та позбавлення громадянства і застосування біблійного закону з боку держави. Відповідно до такої системи  біблійного закону, гомосексуальні статеві акти, перелюб, чаклунство та богохульство караються смертю. Поширення ідолопоклонства чи «хибних релігій» незаконне і також може бути причиною застосування смертної кари. Останнім часом письменники-теономісти, такі як Джоел Макдурмон, колишній президент громадської організації American Vision, відходять від цієї позиції і стверджують, що ці смертні покарання вже не обов'язкові в Новому Завіті. Колишній пастор, полеміст і критик теономії Дж. Д. Холл, який дебатував з Макдурмоном у 2015 році, стверджував, що відмова від таких елементів Мойсеєвого Закону, як смертна кара, означає, що Макдурмона та інших прихильників подібних позицій не можна вважати теономістами хоч у якомусь значенні цього слова.
За словами теономіста Грега Бансена, божі закони є стандартом, яким мають дотримуватися християнські виборці та офіційні особи. Стверджується, що цивільний закон, даний народу Ізраїлю, має обов'язкову силу, хоча він виключає те, що вважає зовнішніми культурними конотаціям, характерними саме цього народу.

## Ставлення до реформатського богослов'я
Деякі представники сучасних реформатських церков критично ставляться до будь-якого взаємозв'язку між історичною реформатською вірою і теономією, проте інші кальвіністи стверджують, що теономія узгоджується з історичними реформатськими конфесіями.